# Thomas Thomaschke
Thomas Michael Thomaschke (* 2. August 1943 in Pirna) ist ein deutscher Opern- und Konzertsänger (Bass).

## Leben

### Ausbildung
Einer Ausbildung zum Gärtner und einem Horn-Studium folgte ein Gesangsstudium bei Harry Schwickardi an der Hochschule für Musik Carl Maria von Weber Dresden sowie Liedinterpretation bei Kammersänger Anton Dermota in Wien.

### Opernkarriere
Mit 22 begann er seine berufliche Laufbahn am Stadttheater Freiberg, es folgte ein Engagement an der Landesbühne Sachsen Radebeul und die Staatsoper Dresden, wo er 1969 in der Uraufführung der Oper Maître Pathelin von Rainer Kunad (1936–1995) die Hauptpartie des Schäfers Thibault sang. Von 1970 bis 1976 war er Ensemblemitglied des Leipziger Opernhauses. Nach seiner Flucht aus der DDR im Jahre 1976 war er zunächst 1976 bis Frühjahr 1977 am Staatstheater Kassel engagiert und von 1977 bis 1986 erster Bassist des Kölner Opernhauses.
Nach seinem Debüt mit der Partie des Hunding in Richard Wagners Walküre an der Mailänder Scala 1974, wo er 1986 den Sprecher in der Zauberflöte sang, gastierte er an allen bedeutenden europäischen Opernhäusern, so u. a. an der Bayerischen Oper München, der Wiener Staatsoper, der Covent Garden Opera London, dem Teatro La Fenice Venedig sowie in Amsterdam (Ensembles aus Così fan tutte im Binnenhof Den Haag, 7. Oktober 1978), Barcelona, Berlin, Buenos Aires, Dresden, Hamburg, Lissabon, Madrid (Fidelio von Beethoven unter der Leitung von Rafael Frühbeck de Burgos), Mexiko-Stadt, Oslo, Paris, Prag,  Reggio Emilia, Rom, Stuttgart, Tel Aviv oder Zürich. Als König Marke in Richard Wagners Tristan und Isolde debütierte er 1983 am Opernhaus Kapstadt in der ersten Aufführung dieser Oper auf dem afrikanischen Kontinent, wo er auch später als Opern- und Konzertsänger auftrat.
Bei internationalen Festspielen gastierte Thomas Thomaschke z. B. am 22. Juni 1975 unter Carlo Maria Giulini bei den Wiener Festwochen, 1978 und 1980 unter Bernard Haitink beim Glyndebourne Festival, dem Edinburgh Festival, beim Prager Frühling, dem Maggio Musicale Florenz, dem Menuhin-Festival Gstaad, dem Festival de La Chaise-Dieu, den Festwochen Musik und Theater in Herrenhausen, den Händelfestspielen Halle oder den Münchner Opernfestspielen.
Auf dem Operngebiet sang Thomaschke bevorzugt das Mozart- (Sarastro, Osmin, Figaro, Don Giovanni, Don Alfonso) und Wagnerfach (Landgraf Hermann, Gurnemanz, Pogner, Hunding, König Marke, Fasold, Fafner), aber oft auch den Kaspar in Webers Freischütz, den Mephisto in Gounods Faust oder den Rocco in Beethovens Fidelio.

### Konzertkarriere
Thomas Thomaschke ist international auch als Konzert- und Liedsänger erfolgreich. Seine Koloraturtechnik prädestiniert ihn insbesondere als Sänger in Händels Oratorien und in Passionen und Kantaten von Johann Sebastian Bach (z. B. als Christus unter Nikolaus Harnoncourt in Bachs Johannes-Passion am 30. März 1980 im Concertgebouworkest Amsterdam).

### Lehrtätigkeit
Der Bassist leitet internationale Meisterklassen für Gesang und arbeitet als Jurymitglied bei internationalen Gesangswettbewerben. Seit den 1980er Jahren lehrte er an den Musikhochschulen Lübeck und Wien, von 2004 bis 2012 an der Musikhochschule Carl Maria von Weber in Dresden.
Thomas Thomaschke ist mit der tschechischen Kunsthistorikerin Iva Thomaschke-Vondráková verheiratet.

## Preise
Im Jahr 1970 war Thomaschke Preisträger des Internationalen Tschaikowski-Wettbewerbs Moskau. 1971 gewann er den ersten Preis beim Internationalen Gesangswettbewerb von ’s-Hertogenbosch.
- 1975 Ernennung zum Kammersänger
- 1976 Preis der Münchner Opernfestspiele für die Gestaltung des Mannes in der Uraufführung von Josef Tals Oper Die Versuchung
- 1994 Ernennung als Professor
- 1995 Preis der Euregio Egrensis
- 2004 Deutsches Verdienstkreuz am Bande
- 2010 der Europäische Kulturpreis TREBBIA 2010
- 2014 Jan-Masaryk-Medaille des tschechischen Außenministeriums

## Festivalleitung
1990 initiierte Thomas Thomaschke gemeinsam mit seiner Frau das Festival Mitte Europa, welches jährlich für sieben Wochen mit seinen kulturellen Aktionen Sachsen, Bayern und die Tschechische Republik verband und als eines der bedeutendsten Kulturprojekte zwischen Deutschland und der Tschechischen Republik galt. Seit seinem 0-Jahr 1991 bis Februar 2015 war er dessen Intendant bzw. Künstlerischer Leiter.

## Diskografie (Auswahl)
- Joseph Haydn: Nelson-Messe mit Helmut Koch, ETERNA, 8 26 340, 1971
- Giuseppe Verdi: Rigoletto mit Siegfried Kurz, ETERNA, 8 26 297, 1972
- Rudolf Wagner-Régeny: Johanna Balk mit Herbert Kegel, ETERNA, 8 26 522, 1973
- Heinrich Schütz: Psalmen Davids (2. Folge) mit Martin Flämig, ETERNA, 8 26 529, 1973
- Giuseppe Verdi: La traviata mit Giuseppe Patanè, VEB Deutsche Schallplatten Berlin 1974
- Georg Friedrich Händel: Semele mit Helmut Koch, VEB Deutsche Schallplatten Berlin 1974
- Rainer Kunad: Maître Pathelin mit Herbert Kegel, NOVA ,8 85 175, 1979
- Georg Friedrich Händel: Jephtha mit Nikolaus Harnoncourt, TELDEC, 0630-17390-2, 1979, 1997
- Joseph Haydn: Die Jahreszeiten mit Theo Römer, EMI ELECTROLA, F 667 259 / 60, 1980
- Antonio Vivaldi: Complete Sacred Choral Music mit Vittorio Negri, Philips, 6768 149, 1980
- Franz Liszt: Christus mit Heinz Panzer, Metronome Musik GmbH, 0180.075, 1982
- Johann Sebastian Bach: Das Kantatenwerk Vol. 29 mit Nikolaus Harnoncourt, TELDEC, 6.35577 EX, 1981
- Wolfgang Amadeus Mozart: Thamos, König in Ägypten mit Nikolaus Harnoncourt, TELDEC, 6.42702 AZ 1981
- Johann Sebastian Bach: Das Kantatenwerk Vol. 31 mit Nikolaus Harnoncourt, TELDEC, 6.35602 EX, 1982
- Wilhelm Petersen: Große Messe op. 27 mit Hans Drewanz, Da Camera Magna, SM 94059 /60, 1982
- Fanny Mendelssohn-Hensel: Oratorium nach Bildern der Bibel mit Elke Mascha Blankenburg, jpe-schallplatten, 999 009, 1984
- Johann Sebastian Bach: Festmusiken für den Sächsischen Hof mit Martin Lutz, CALIG-VERLAG GmbH, CAL 30853, 1985
- Ludwig van Beethoven: 9. Sinfonie mit Yehudi Menuhin, RPO Records, CDRPO 7001, 1991
- Carl Maria von Weber: Der Freischütz mit Colin Davis, Philips 426 319-2, 1991
- Bach – Stölzel – Händel: Cantatas, mit Oldřich Vlček, Lupulus, LUP-021-2131, 1995
- Wolfgang Amadeus Mozart: DVD Die Zauberflöte (Sarastro) mit Bernard Haitink, Glyndebourne Festival Opera 1978, ARTHAUS MUSIK, 101 085, 1978